# إلوس
إلوس (Έλος) هي مدينة في لاكونيا في مقاطعة كينتريكي إلادا في اليونان.
يبلغ عدد سكانها حوالي 885 نسمة.